# Bundestagswahlkreis Vilshofen
Der Bundestagswahlkreis Vilshofen war von 1949 bis 1965 ein Wahlkreis in Bayern. Er umfasste die Landkreise  Vilshofen, Grafenau, Griesbach im Rottal und Landau an der Isar.
Zur Bundestagswahl 1965 verlor Niederbayern einen Wahlkreis. Das Gebiet des Wahlkreises Vilshofen wurde auf die Wahlkreise Passau, Deggendorf, Pfarrkirchen und Straubing aufgeteilt. Der Wahlkreis war einer der elf Wahlkreise, der bei der Bundestagswahl 1949 von der Bayernpartei gewonnen werden konnte. Der letzte direkt gewählte Abgeordnete des Wahlkreises war Franz Xaver Unertl (CSU).

## Wahlkreissieger
| Jahr | Name               | Partei | Erststimmen |
| ---- | ------------------ | ------ | ----------- |
| 1961 | Franz Xaver Unertl | CSU    | 68,2 %      |
| 1957 | Franz Xaver Unertl | CSU    | 66,3 %      |
| 1953 | Franz Xaver Unertl | CSU    | 50,0 %      |
| 1949 | Anton von Aretin   | BP     | 36,7 %      |

## Wahlkreisgeschichte
| Wahl      | Wahlkreisname | Gebiet                                                                                               |
| --------- | ------------- | --- |
| 1949      | 18 Vilshofen  | Landkreis Vilshofen, Landkreis Grafenau, Landkreis Griesbach im Rottal, Landkreis Landau an der Isar |
| 1953–1961 | 213 Vilshofen | Landkreis Vilshofen, Landkreis Grafenau, Landkreis Griesbach im Rottal, Landkreis Landau an der Isar |